# Brian McLean
Brian McLean (ur. 28 lutego 1985 w Rutherglen) – szkocki piłkarz występujący na pozycji obrońcy w DPMM.
Karierę piłkarską rozpoczął w klubie Rangers F.C. Następnie, w sezonie 2005/2006 przeniósł się do Motherwell F.C. W Motherwell grał do 2009 roku i wtedy też przeszedł do Falkirk.
McLean, pomimo urodzenia się w Szkocji, wybrał grę dla reprezentacji Irlandii Północnej, w której zadebiutował 2006 roku.